# Alles is liefde (single)
Alles is liefde is een single van de Nederlandse band BLØF.

## BLØF
Alles is liefde uitgevoerd door BLØF is de titelsong van de romantische komedie Alles is Liefde, een film geschreven door Kim van Kooten. De single is uitgebracht op 5 oktober 2007.
De single bevat als B-kant de akoestische versie van hetzelfde nummer.

### Uitgave en tracklist
Cd-single
1. Alles is liefde – 3:29
2. Alles is liefde (Akoestisch) – 3:33

### Hitnoteringen

#### Nederlandse Top 40
| Hitnotering: 11-10-2007 t/m 23-02-2008 | Hitnotering: 11-10-2007 t/m 23-02-2008 | Hitnotering: 11-10-2007 t/m 23-02-2008 | Hitnotering: 11-10-2007 t/m 23-02-2008 | Hitnotering: 11-10-2007 t/m 23-02-2008 | Hitnotering: 11-10-2007 t/m 23-02-2008 | Hitnotering: 11-10-2007 t/m 23-02-2008 | Hitnotering: 11-10-2007 t/m 23-02-2008 | Hitnotering: 11-10-2007 t/m 23-02-2008 | Hitnotering: 11-10-2007 t/m 23-02-2008 | Hitnotering: 11-10-2007 t/m 23-02-2008 | Hitnotering: 11-10-2007 t/m 23-02-2008 | Hitnotering: 11-10-2007 t/m 23-02-2008 | Hitnotering: 11-10-2007 t/m 23-02-2008 | Hitnotering: 11-10-2007 t/m 23-02-2008 | Hitnotering: 11-10-2007 t/m 23-02-2008 | Hitnotering: 11-10-2007 t/m 23-02-2008 | Hitnotering: 11-10-2007 t/m 23-02-2008 | Hitnotering: 11-10-2007 t/m 23-02-2008 | Hitnotering: 11-10-2007 t/m 23-02-2008 | Hitnotering: 11-10-2007 t/m 23-02-2008 | Hitnotering: 11-10-2007 t/m 23-02-2008 |
| Week:                                  | 1                                      | 2                                      | 3                                      | 4                                      | 5                                      | 6                                      | 7                                      | 8                                      | 9                                      | 10                                     | 11                                     | 12                                     | 13                                     | 14                                     | 15                                     | 16                                     | 17                                     | 18                                     | 19                                     | 20                                     |                                        |
| -------------------------------------- | -------------------------------------- | -------------------------------------- | -------------------------------------- | -------------------------------------- | -------------------------------------- | -------------------------------------- | -------------------------------------- | -------------------------------------- | -------------------------------------- | -------------------------------------- | -------------------------------------- | -------------------------------------- | -------------------------------------- | -------------------------------------- | -------------------------------------- | -------------------------------------- | -------------------------------------- | -------------------------------------- | -------------------------------------- | -------------------------------------- | -------------------------------------- |
| Positie:                               | 14                                     | 4                                      | 2                                      | 2                                      | 2                                      | 2                                      | 3                                      | 5                                      | 7                                      | 7                                      | 7                                      | 8                                      | 8                                      | 8                                      | 8                                      | 12                                     | 15                                     | 17                                     | 27                                     | 36                                     | uit                                    |

#### NederlandseSingle Top 100
| Hitnotering: 13-10-2007 t/m 12-04-2008 | Hitnotering: 13-10-2007 t/m 12-04-2008 | Hitnotering: 13-10-2007 t/m 12-04-2008 | Hitnotering: 13-10-2007 t/m 12-04-2008 | Hitnotering: 13-10-2007 t/m 12-04-2008 | Hitnotering: 13-10-2007 t/m 12-04-2008 | Hitnotering: 13-10-2007 t/m 12-04-2008 | Hitnotering: 13-10-2007 t/m 12-04-2008 | Hitnotering: 13-10-2007 t/m 12-04-2008 | Hitnotering: 13-10-2007 t/m 12-04-2008 | Hitnotering: 13-10-2007 t/m 12-04-2008 | Hitnotering: 13-10-2007 t/m 12-04-2008 | Hitnotering: 13-10-2007 t/m 12-04-2008 | Hitnotering: 13-10-2007 t/m 12-04-2008 | Hitnotering: 13-10-2007 t/m 12-04-2008 |
| Week:                                  | 1                                      | 2                                      | 3                                      | 4                                      | 5                                      | 6                                      | 7                                      | 8                                      | 9                                      | 10                                     | 11                                     | 12                                     | 13                                     | 14                                     |
| -------------------------------------- | -------------------------------------- | -------------------------------------- | -------------------------------------- | -------------------------------------- | -------------------------------------- | -------------------------------------- | -------------------------------------- | -------------------------------------- | -------------------------------------- | -------------------------------------- | -------------------------------------- | -------------------------------------- | -------------------------------------- | -------------------------------------- |
| Positie:                               | 1                                      | 3                                      | 3                                      | 4                                      | 6                                      | 4                                      | 4                                      | 5                                      | 7                                      | 12                                     | 6                                      | 9                                      | 11                                     | 13                                     |
| Week:                                  | 15                                     | 16                                     | 17                                     | 18                                     | 19                                     | 20                                     | 21                                     | 22                                     | 23                                     | 24                                     | 25                                     | 26                                     | 27                                     |                                        |
| Positie:                               | 18                                     | 19                                     | 32                                     | 41                                     | 30                                     | 14                                     | 24                                     | 38                                     | 41                                     | 28                                     | 22                                     | 51                                     | 81                                     | uit                                    |

#### NPO Radio 2 Top 2000
| Nummer met noteringen in de NPO Radio 2 Top 2000 | '09 | '10 | '11 | '12 | '13 | '14 | '15 | '16  | '17  | '18 | '19  | '20  | '21  | '22  | '23  | '24 |
| ------------------------------------------------ | --- | --- | --- | --- | --- | --- | --- | ---- | ---- | --- | ---- | ---- | ---- | ---- | ---- | --- |
| Alles is liefde                                  | 445 | 429 | 594 | 293 | 684 | 818 | 971 | 1127 | 1015 | 975 | 1055 | 1311 | 1288 | 1379 | 1352 | 961 |

1. ↑  Een vetgedrukt getal geeft de hoogste notering aan.
2. ↑  2009 was het eerste jaar met een notering voor dit nummer.

## Stan Van Samang
In 2011 bracht de Vlaamse acteur en zanger Stan Van Samang een cover van Alles is liefde uit. Het nummer bereikte in november 2011 de zesde plaats in de Vlaamse Radio 2 Top 30, in de Vlaamse Ultratop 50 kwam het niet verder dan een 25ste plaats in de Ultratiplijst.

### Hitnotering

#### VlaamseRadio 2 Top 30
| Hitnotering: 24-09-2011 t/m 14-01-2012 | Hitnotering: 24-09-2011 t/m 14-01-2012 | Hitnotering: 24-09-2011 t/m 14-01-2012 | Hitnotering: 24-09-2011 t/m 14-01-2012 | Hitnotering: 24-09-2011 t/m 14-01-2012 | Hitnotering: 24-09-2011 t/m 14-01-2012 | Hitnotering: 24-09-2011 t/m 14-01-2012 | Hitnotering: 24-09-2011 t/m 14-01-2012 | Hitnotering: 24-09-2011 t/m 14-01-2012 | Hitnotering: 24-09-2011 t/m 14-01-2012 | Hitnotering: 24-09-2011 t/m 14-01-2012 | Hitnotering: 24-09-2011 t/m 14-01-2012 | Hitnotering: 24-09-2011 t/m 14-01-2012 | Hitnotering: 24-09-2011 t/m 14-01-2012 | Hitnotering: 24-09-2011 t/m 14-01-2012 | Hitnotering: 24-09-2011 t/m 14-01-2012 | Hitnotering: 24-09-2011 t/m 14-01-2012 | Hitnotering: 24-09-2011 t/m 14-01-2012 | Hitnotering: 24-09-2011 t/m 14-01-2012 |
| Week:                                  | 1                                      | 2                                      | 3                                      | 4                                      | 5                                      | 6                                      | 7                                      | 8                                      | 9                                      | 10                                     | 11                                     | 12                                     | 13                                     | 14                                     | 15                                     | 16                                     | 17                                     |                                        |
| -------------------------------------- | -------------------------------------- | -------------------------------------- | -------------------------------------- | -------------------------------------- | -------------------------------------- | -------------------------------------- | -------------------------------------- | -------------------------------------- | -------------------------------------- | -------------------------------------- | -------------------------------------- | -------------------------------------- | -------------------------------------- | -------------------------------------- | -------------------------------------- | -------------------------------------- | -------------------------------------- | -------------------------------------- |
| Positie:                               | 23                                     | 18                                     | 14                                     | 11                                     | 10                                     | 7                                      | 7                                      | 6                                      | 7                                      | 10                                     | 12                                     | 17                                     | 20                                     | 23                                     | 24                                     | 25                                     | 30                                     | uit                                    |